# Casalciprano
Casalciprano – miejscowość i gmina we Włoszech, w regionie Molise, w prowincji Campobasso.
Według danych na rok 2004 gminę zamieszkiwało 635 osób, 35,3 os./km².